# Jaime Garza
Jaime Garza est un boxeur mexicano-américain né le 10 septembre 1959 à Santa Cruz, Californie.

## Carrière
Passé professionnel en 1978, il remporte le titre vacant de champion du monde des poids super-coqs WBC le 15 juin 1983 après sa victoire par arrêt de l'arbitre au second round contre Bobby Berna. Garza conserve son titre face à Felipe Orozco puis perd contre Juan Meza le 3 novembre 1984. Il met un terme à sa carrière en 1995 sur un bilan de 48 victoires et 6 défaites.

## Référence
1. ↑  (en) Jaime Garza vs. Bobby Berna (boxrec.com)